# Psittaculini
Tribu
Les Psittaculini sont une tribu  de la famille des Psittacidae et de la sous-famille des Psittacinae. Elle comprend, selon les conceptions des spécialistes, neuf ou douze genres (dont trois genres constituent pour certains auteurs une autre tribu, celle des Polytelini) et 58 ou 66 espèces de perruches paléotropicales (de l'Inde à l'Australasie). Ces espèces sont connues sous les noms vernaculaires de perruches, palettes, éclectus, coryllis, loricules et inséparables.

## Liste partielle des espèces
- Perruche à croupion bleu — Psittinus cyanurus
- Perruche de Brehm — Psittacella brehmii
- Perruche peinte — Psittacella picta
- Perruche modeste — Psittacella modesta
- Perruche de Madarasz — Psittacella madaraszi
- Perruche de Geoffroy — Geoffroyus geoffroyi
- Perruche à col bleu — Geoffroyus simplex
- Perruche hétéroclite — Geoffroyus heteroclitus
- Palette momot — Prioniturus montanus
- Palette de Mindanao — Prioniturus waterstradti
- Palette de Palawan — Prioniturus platenae
- Palette verte — Prioniturus luconensis
- Palette à couronne bleue — Prioniturus discurus
- Palette des Sulu — Prioniturus verticalis
- Palette de Cassin — Prioniturus flavicans
- Palette à manteau d'or — Prioniturus platurus
- Palette de Buru — Prioniturus mada
- Perruche à bec de sang — Tanygnathus megalorynchos
- Perruche de Luçon — Tanygnathus lucionensis
- Perruche de Müller — Tanygnathus sumatranus
- Perruche de Buru — Tanygnathus gramineus
- Grand Éclectus — Eclectus roratus
- Perruche Alexandre — Psittacula eupatria
- Perruche à collier — Psittacula krameri
- Perruche de Maurice — Psittacula echo
- Perruche de l'Himalaya — Psittacula himalayana
- Perruche de Finsch — Psittacula finschii
- Perruche intermédiaire — Psittacula intermedia
- Perruche à tête prune — Psittacula cyanocephala
- Perruche à tête rose — Psittacula roseata
- Perruche de Malabar — Psittacula columboides
- Perruche de Layard — Psittacula calthropae
- Perruche de Derby — Psittacula derbiana
- Perruche à moustaches — Psittacula alexandri
- Perruche des Nicobar — Psittacula caniceps
- Perruche à longs brins — Psittacula longicauda
- Inséparable à tête grise — Agapornis canus
- Inséparable à tête rouge — Agapornis pullarius
- Inséparable d'Abyssinie — Agapornis taranta
- Inséparable à collier noir — Agapornis swindernianus
- Inséparable rosegorge — Agapornis roseicollis
- Inséparable de Fischer — Agapornis fischeri
- Inséparable masqué — Agapornis personatus
- Inséparable de Lilian — Agapornis lilianae
- Inséparable à joues noires — Agapornis nigrigenis

Les espèces suivantes sont intégrées par certains auteurs dans cette tribu :
- Perruche royale — Alisterus scapularis
- Perruche tricolore — Alisterus amboinensis
- Perruche à ailes vertes — Alisterus chloropterus
- Perruche jonquille — Aprosmictus jonquillaceus
- Perruche erythroptère — Aprosmictus erythropterus
- Perruche de Barraband — Polytelis swainsonii
- Perruche mélanure — Polytelis anthopeplus
- Perruche Alexandra ou Perruche Princesse de Galles — Polytelis alexandrae